# Westerlund 1
Westerlund 1 (Скопление в Жертвеннике, Ara Cluster, Wd1) — компактное молодое звёздное сверхскопление в галактике Млечный Путь, расположенное на расстоянии 3,5-5 кпк от Солнца. Является одним из наиболее массивных рассеянных скоплений в Галактике. Было открыто Бенгтом Вестерлундом в 1961 году, но долгие годы оставалось неисследованным из-за высокой межзвёздной экстинкции в данном направлении. Возможно, в будущем Westerlund 1 станет шаровым звёздным скоплением.
Скопление содержит большое количество редких массивных звёзд на поздних стадиях эволюции, включая 6 жёлтых гипергигантов, 4 красных сверхгиганта (включая Westerlund 1-26, одну из крупнейших известных звёзд), 24 звезды Вольфа-Райе, яркую голубую переменную, много OB-гигантов и необычный сверхгигант sgB[e], предположительно являющийся результатом столкновения звёзд. Наблюдения в рентгеновском диапазоне спектра показали наличие аномального рентгеновского пульсара CXOU J164710.2-455216, медленно вращающейся нейтронной звезды, вероятно, образовавшейся из массивной звезды-предшественницы. Считается, что скопление Westerlund 1 образовалось в результате одной вспышки звездообразования, что предполагает близкий возраст и химический состав у всех звёзд скопления.

## Наблюдения
Наиболее яркие O7-8V звёзды главной последовательности имеют видимые звёздные величины в полосе V около 20.5, следовательно, в видимой области спектра в основном излучение наблюдается от ярких ушедших с главной последовательности звёзд (видимые звёздные величины в полосе V 14.5-18, абсолютные от −7 до −10) и менее ярких звёзд классов светимости Ib и II (звёздные величины в полосе V 18-20). Вследствие экстремально высокого межзвёздного покраснения наблюдения в полосах U и B затруднены и большая часть наблюдений проводится в полосах R и I в красной и инфракрасной частях спектра. Звёзды скопления обычно называются в соответствии с классификацией, введённой Вестерлундом,
хотя для звёзд Вольфа-Райе используется другая система наименований.
В рентгеновском диапазоне выявлено диффузное излучение от межзвёздного газа и излучение от точечных источников больших и малых масс. Находящийся в скоплении магнетар является наиболее ярким рентгеновским точечным источником в скоплении наряду с мощными источниками W9 (sgB[e]), W30a, WR A и WR B. Около 50 других точечных рентгеновских источников были ассоциированы с яркими объектами оптического диапазона. В радиодиапазоне sgB[e]-звезда W9 и красные сверхгиганты W20 и W26 являются сильными радиоисточниками; большинство холодных гипергигантов, несколько OB-сверхгигантов и звёзд Вольфа-Райе также наблюдаются.

## Возраст и эволюционный статус

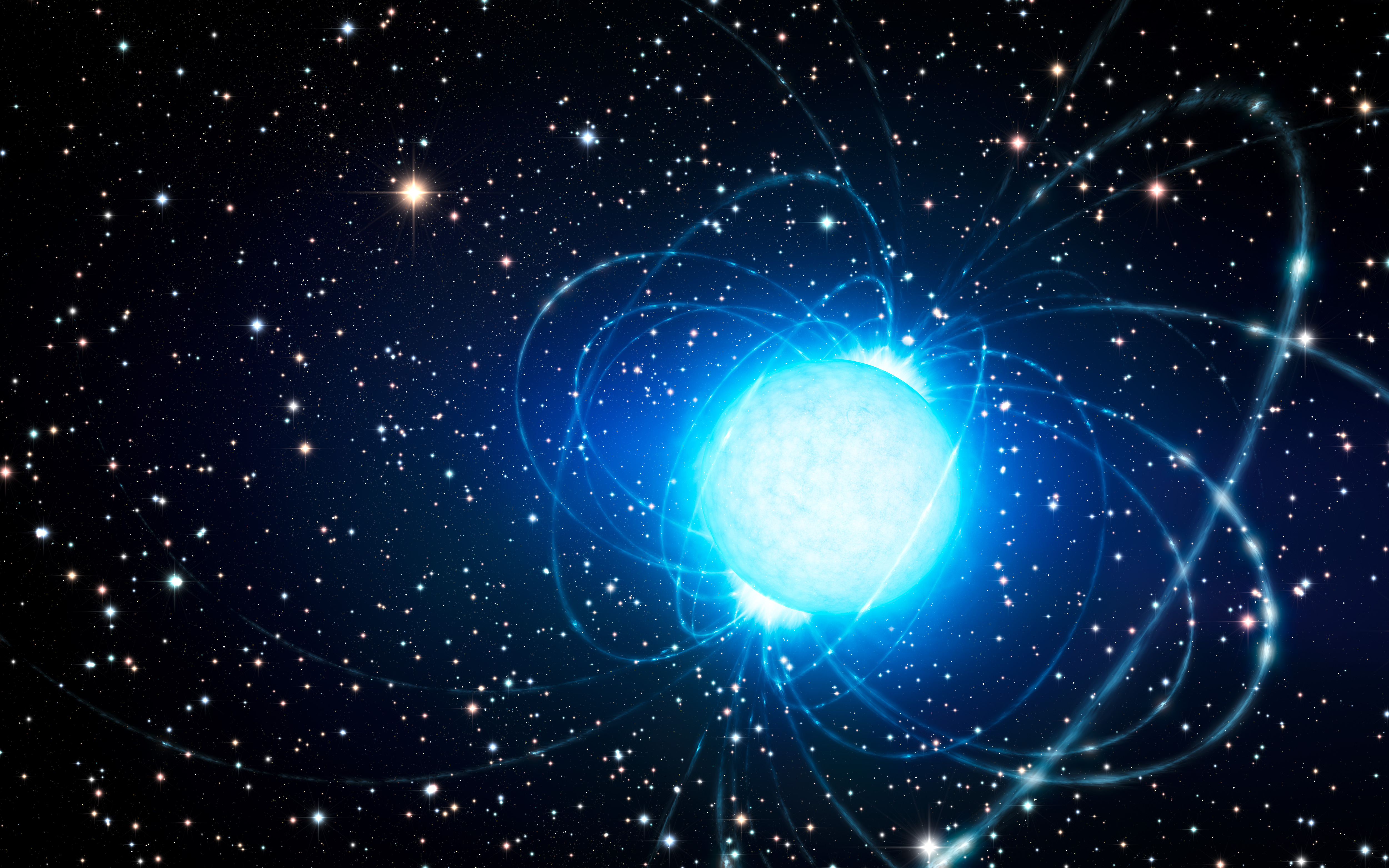
Магнетар CXOU J164710.2-455216 в представлении художника (ESO/L. Calçada)

Возраст Westerlund 1 оценивается в 4-5 млн лет при сравнении свойств популяции проэволюционировавших звёзд с моделями звёздной эволюции. Наличие в скоплении значительного количества как звёзд Вольфа-Райе, так и красных и жёлтых сверхгигантов представляет строгое ограничение возраста скопления: теоретические исследования предсказывают, что красные сверхгиганты не могут образоваться раньше 4 млн лет, пока наиболее массивные звёзды не перейдут на стадию красного сверхгиганта, а численность звёзд Вольфа-Райе резко уменьшается после возраста 5 млн лет. Полученный интервал возрастов в целом согласуется с наблюдениями в инфракрасном диапазоне, выявившими наличие поздних O-звёзд главной последовательности, хотя наблюдения звёзд малых масс дало оценку возраста 3.5 млн лет.
Если предположить, что Westerlund 1 формирует звёзды с обычной начальной функцией масс, то, вероятно, изначально скопление содержало значительное количество очень массивных звёзд, таких как наблюдаемые в настоящее время звёзды скопления Арки. Современные оценки возраста скопления Westerlund 1 превышают время жизни подобных звёзд. Модели звёздной эволюции показывают, что в скоплении должно содержаться 50-150 остатков вспышек сверхновых, причём темп вспышек сверхновых за последний миллион лет составил примерно одну вспышку за 10 тыс. лет. Однако на данный момент достоверно известен только один остаток вспышки сверхновой — магнетар. Вопрос о наличии других компактных объектов и массивных рентгеновских двойных остаётся открытым. Существует ряд предположений, включающих гипотезу о высоких скоростях при вспышках сверхновых, разрушающих двойные системы, предположение о формировании чёрных дыр звёздной массы медленно аккрецирующих вещество (и потому труднообнаружимых).
Поскольку звёзды скопления имеют приблизительно одинаковый возраст, химический состав и расстояние до Солнца, то скопление может служить хорошей средой для изучения эволюции массивных звёзд.

## Доля двойных звёзд
Существует ряд свидетельств высокой доли массивных двойных звёзд в скоплении. Некоторые двойные звёзды высокой массы были обнаружены напрямую по фотометрическим наблюдениям и при изучении лучевых скоростей, другие двойные были открыты при исследовании таких характеристик, как светимость в рентгеновском диапазоне, нетепловой спектр радиоизлучения, избыток инфракрасного излучения, типичных для двойных с соударяющимися ветрами и некоторых видов звёзд Вольфа-Райе. В целом доля двойных звёзд для популяции звёзд Вольфа-Райе достигает 70 %, для OB-сверхгигантов — более 40 %.

## Расстояние и местоположение
Westerlund 1 расположено слишком далеко для того, чтобы можно было измерить расстояние до него при помощи параллакса. Расстояние оценивается на основе ожидаемой абсолютной звёздной величины звёзд скопления и оценки поглощения света в направлении скопления. Данным методом расстояния были определены для популяций жёлтых гипергигантов и звёзд Вольфа-Райе; в обоих случаях расстояние получилось близким к 5 кпк, по звёздам главной последовательности расстояние получилось равным 3.6 кпк.
В апреле 2022 года команда испанских астрономов опубликовала уточнённое расстояние до сверхскопления, основанное на данных, полученных внеорбитальной обсерваторией Gaia и спектрографом AAOmega, установленным на Англо-Австралийском телескопе. Уточнённые данные: расстояние — 4230±200 пк (13,8±3,0 тыс. св. лет), из чего следует, что масса скопления — около 100 000 M⊙.